# 3FM Serious Request 2024
3FM Serious Request 2024 was de tweeëntwintigste editie van 3FM Serious Request. Het geplande evenement vond plaats van 18 tot en met 24 december 2024. Deze editie stond in het teken van Metakids, een organisatie die zich inzet voor kinderen met een metabole ziekte. De goededoelenactie vond plaats in Zwolle waar het Glazen Huis stond op het Rodetorenplein.

## Invulling
Deze editie werden er wederom drie dj's opgesloten in het Glazen Huis: Wijnand Speelman (eerder in 2020 en 2023), Barend van Deelen (eerder in 2022 en 2023) en Sophie Hijlkema (eerder in 2020, 2022 en 2023). De dj’s mochten net als de voorgaande editie geen mobiele telefoon bij zich hebben en konden enkel contacten onderhouden bij het Glazen Huis of via de radio, ook kregen de dj’s enkel sapjes op vaste tijden.

## Verloop
Drie weken voor de start van het glazen huis kwam 3FM-dj Wijnand Speelman met het idee om hard te gaan lopen van Hilversum naar Zwolle om geld op te halen voor Serious Request 2024. Een tocht van 86 kilometer. Zijn actie was de hele dag te volgen op radio en online. Wijnands doel was om € 100.000,- op te halen. De eindstand werd € 209.362,-.
Sophie, Wijnand en Barend werden 18 december rond 16:30 uur opgesloten door twee kinderen met een metabole ziekte. Op 19 december werd een optreden van Roxy Dekker voortijdig afgebroken vanwege de enorme drukte op het Rodetorenplein. De toegang tot het plein werd afgesloten, maar een aantal mensen klom over de hekken. Wijnand Speelman riep op om niet meer naar het plein te komen. 
Vanwege de drukte op donderdag- en maandagavond (mensen drongen door de hekken heen en gooiden met vuurwerk) is besloten om de podiumprogrammering van de finale te schrappen. Chef'Special zou er optreden, maar uit vrees voor de veiligheid wordt het optreden geschrapt. "Naar aanleiding van de situatie gisteren (maandagavond) hebben we in overleg met de gemeente en veiligheidsdiensten besloten om het podiumprogramma met onder meer Chef'Special vanavond niet door te laten gaan", schrijft 3FM op de eigen website. Ook werden de dj's een half uur later bevrijd uit het Glazen Huis. Ze zouden om 19:30 uur het Glazen Huis verlaten en op het podium de eindstand bekendmaken, maar omdat het eindfeest werd geschrapt verlieten de dj's pas rond 20:00 uur het Glazen Huis waarna ze de eindstand van de actie bekendmaakten bij het Glazen Huis. Deze was wel op schermen rond het podium te zien voor het publiek. Hiermee was dit de eerste editie in de geschiedenis van de actie die zonder eindfeest werd afgesloten.
De bekendmaking van de eindstand van 3FM Serious Request was voor bezoekers volledig op de schermen op het Rodetorenplein te volgen. "Op die manier willen we de focus behouden op onze actie en het prachtige bedrag dat we Metakids aan kunnen bieden", aldus de zender. 

### Tijdschema[9]
| DagTijdslot | 18 december                          | 19 december | 20 december | 21 december | 22 december | 23 december | 24 december                        |
| ----------- | ------------------------------------ | ----------- | ----------- | ----------- | ----------- | ----------- | ---------------------------------- |
| 02:00-06:00 |                                      | Barend      | Sophie      | Barend      | Wijnand     | Barend      | Sophie                             |
| 06:00-10:00 |                                      | Wijnand     | Wijnand     | Sophie      | Sophie      | Wijnand     | Wijnand                            |
| 10:00-14:00 |                                      | Sophie      | Sophie      | Barend      | Barend      | Sophie      | Sophie                             |
| 14:00-18:00 | Vanaf 16:30 Barend, Sophie & Wijnand | Barend      | Barend      | Wijnand     | Wijnand     | Barend      | Barend                             |
| 18:00-22:00 | Wijnand                              | Wijnand     | Sophie      | Barend      | Sophie      | Wijnand     | Barend, Sophie & Wijnand Tot 20:00 |
| 22:00-02:00 | Sophie                               | Barend      | Wijnand     | Sophie      | Wijnand     | Barend      |                                    |

## Line-up
Op 20 november 2024 werd de line-up bekendgemaakt.
| 18 december                                 | 19 december                                                | 20 december                                            | 21 december                                          | 22 december                                                    | 23 december                                    | 24 december                                     |
| ------------------------------------------- | ---------------------------------------------------------- | ------------------------------------------------------ | ---------------------------------------------------- | -------------------------------------------------------------- | ---------------------------------------------- | ----------------------------------------------- |
| 16:30-17:30 Rondé (opening Serious Request) | vanaf 08:20 Albin Lee Meldau (optreden in het Glazen Huis) | vanaf 08:20 Lenny Monsou (optreden in het Glazen Huis) | vanaf 08:20 Hannah Mae (optreden in het Glazen Huis) | vanaf 08:20 Jack Jarryd & Sophia (optreden in het Glazen Huis) | vanaf 08:20 Luna (optreden in het Glazen Huis) | vanaf 08:20 Hiigo (optreden in het Glazen Huis) |
| 18:40-19:00 Rondé                           | 18:10-18:30 Orgel Joke & Immer Hansi                       | 18:40-19:00 Anna-Rose Clayton                          | vanaf 17:20 Son Mieux (optreden in het Glazen Huis)  | vanaf 12:20 Zen Link (optreden in het Glazen Huis)             | 18:40-19:00 Typhoon                            | vanaf 19:30 Chef'Special (geannuleerd)          |
| 20:30-20:50 Kane                            | 18:40-19:00 uur The Vices                                  | 20:05-20:50 Franz Ferdinand                            | 18:40-19:00 The Indien                               | 18:40-19:00 Meau & Pommelien Thijs                             | 20:00-20:20 Bente                              |                                                 |
| 21:05-21:25 Mr. Belt & Wezol                | 20:30-20:50 uur Wies                                       | 21:05-21:25 Lucas & Steve                              | 20:30-20:50 Davina Michelle                          | 20:30-20:50 Oscar and the Wolf                                 | 21:05-21:25 Douwe Bob & Sera                   |                                                 |
|                                             | 21:05-21:25 uur Roxy Dekker                                |                                                        | 21:05-21:25 Tinlicker                                | 21:05-21:25 La Fuente                                          |                                                |                                                 |
| Thema-uur: Sophies Sing-Along               | Thema-uur: Studentenavond                                  | Thema-uur: Hiphopavond (met Fernando Halman)           | Thema-uur: Zwoele zaterdag                           | Thema-uur: Hollandse avond                                     | Thema-uur: Harde Rammersavond                  |                                                 |
| 22:10-22:25 ABBA Tribute                    | 22:10-22:25 Donnie                                         | 22:10-22:30 Sticks                                     | 22:10-22:25 Bizzey                                   | 22:10-22:20 Wesly Bronkhorst                                   | 22:10-22:30 Outsiders x Charly Lownoise        |                                                 |
| 22:30-22:40 Romy Monteiro                   | 22:25-22:45 Turfy Gang                                     |                                                        | 22:30-22:40 Brace                                    | 22:35-22:45 Frans Duijts                                       | 22:30-23:00 Ran-D x Wildstylez x Brennan Heart |                                                 |
| 22:45-23:00 FeestDJRuud                     |                                                            | 22:45-23:00 Vunzige Deuntjes                           | 22:50-23:00 Robert van Hemert                        |                                                                |                                                |                                                 |

## Gasten
| Dag                   | Gast |
| --------------------- | --- |
| woensdag 18 december  | Peter Snijders                                                                                                 |
| donderdag 19 december | Rhodé Kok (nachtgast) Royston Drenthe, Glenn Helder, Andy van der Meijde                                       |
| vrijdag 20 december   | Lars van Velsum, Joop Buyt, Ferry de Bont (nachtgast) Pepijn Lanen Bram van Polen Fernando Halman Sean Demmers |
| zaterdag 21 december  | Youp van 't Hek (nachtgast) Maxime van Heteren, Sophie Langeveld Yannick van de Velde, Tom van Kalmthout       |
| zondag 22 december    | Noa Valentina (nachtgast) Eddy van Hijum Vajèn van den Bosch                                                   |
| maandag 23 december   | Daan van der Hoeven (nachtgast) Arjen Lubach Mike Verweij, Tijjani Reijnders en Eliano Reijnders Maan          |
| maandag 24 december   | Sam Hagens Marlijn Weerdenburg en Splinter Chabot Dyde                                                         |

## Verslaggeving en andere dj's
- 3FM-dj Wijnand Speelman rende in twaalf uur een dubbele marathon en haalde zo voor de start van het evenement een bedrag van 209.362 euro op.[17][18]

| Verslaggever                                  | Actie                                                 |
| --------------------------------------------- | ----------------------------------------------------- |
| Amber Kortzorg                                | Presentatie start op NPO 1, einde en updates op NPO 3 |
| Julien Kooij                                  | Verslaggever Serious Request op NPO 1 en NPO 3        |
| Nellie Benner                                 | Presentatie van tussenstand en updates op NPO 1       |
| Rob Janssen                                   | Presentatie podium                                    |
| Rob Janssen                                   | Robs Afterparty                                       |
| Mart Meijer Sebastiaan Ockhuysen Jamie Reuter | Verslaggever op het plein                             |
| Jamie Reuter Mai Verbij                       | Updates vanuit de social room                         |
| Yoeri Leeflang                                | Update vanuit callcenter, meest aangevraagde platen   |
| Tom de Graaf Joe Stam Mart Meijer             | Verslag van acties in het land                        |

## Statistieken

### Tussenstanden
Dagelijks maakt 3FM bekend wat de tussenstand van het opgehaalde geldbedrag is.
| Dag                   | Opbrengst     | Tussenstand  |
| --------------------- | ------------- | ------------ |
| Woensdag 4 december   | -             | € 1.000.000  |
| Donderdag 19 december | + € 1.961.120 | € 2.961.120  |
| Vrijdag 20 december   | + € 920.106   | € 3.881.226  |
| Zaterdag 21 december  | + € 1.254.678 | € 5.135.904  |
| Zondag 22 december    | + € 942.328   | € 6.078.232  |
| Maandag 23 december   | + € 1.625.623 | € 7.703.855  |
| Dinsdag 24 december   | + € 2.190.502 | € 9.894.357  |
| Eindstand             | + € 1.619.128 | € 11.513.485 |

### Meest aangevraagde plaat
| Dag                   | Plaat                                   |
| --------------------- | --------------------------------------- |
| Donderdag 19 december | Coldplay - Fix You                      |
| Vrijdag 20 december   | Joost - Europapa                        |
| Zaterdag 21 december  | Youp van 't Hek - Flappie               |
| Zondag 22 december    | Coldplay - Fix You                      |
| Maandag 23 december   | Sven Versteeg & Likke Pêhp - Blikkendag |
| Totaal                | Coldplay - Fix You                      |

### Top 5 acties[21]
| Actienaam                                    | Opgehaalde bedrag | Streefbedrag | Organisator                 |
| -------------------------------------------- | ----------------- | ------------ | --------------------------- |
| 24 uur sportmarathon AFAS sales              | € 397.151         | € 20.000     | Arjen Bosman                |
| Hollen naar Zwolle                           | € 216.857         | € 100.000    | Wijnand Speelman            |
| Samen oplopen met patiënten en zorgverleners | € 91.605          | € 85.000     | VKS                         |
| 200km voor Bart & Tijn                       | € 66.611          | € 45.000     | Stichting Bart & Tijn       |
| SamenvoorMai                                 | € 57.389          | € 30.000     | Vriendengroep 'De Kamerøde' |